# Trombiculidae
Los trombicúlidos (Trombiculidae) son una familia de ácaros conocidos vulgarmente como ácaros de la cosecha, ácaros rojos, tlazahuate (nahuatlismo de tlalzáhuatl, "sarna de la tierra"), aradores (en México), chivacoas o coloraditos,  pinolillos (en Venezuela), coloradillas o chirotes (en Panamá), bichos colorados (en Argentina) o isangos (en la Amazonia Peruana). Son ácaros diminutos (< 0.5 mm), parientes cercanos de las garrapatas, que habitan en vegetación baja como pastizales y matorrales y se adhieren a vertebrados que pasan cerca de ellos, para alimentarse de las células de la piel de sus huéspedes. Provocan un prurito intenso al hozar en la piel con sus quelíceros y secreciones proteolíticas.
En América del Sur pueden llegar a proliferar en número prodigioso en algunos lugares, particularmente si hay presencia de ganado, pudiéndose coger literalmente puñados de ellos. Otros nombres con los que se conocen son coloradilla, tlalzahuate o pinolillo, ladilla (no hay que confundirlos con los piojos púbicos que también reciben este nombre), mismís o mismises, coquita, yaya, puca, piojitos de cigarra, baiburín, mojosa, etcétera. Aunque generalmente sólo molestan, algunas especies pueden transmitir el tifus bajo ciertas condiciones.

## Descripción

1.huevo 2.larva 3.ninfa 4.adulto.

Las larvas son normalmente naranjas o rojas en color con sólo seis patas, pero desarrollan ocho en su fase de ninfa. Las larvas pueden medir más de 0.2 milímetros de tamaño. Los ácaros adultos están sobre 1 mm de longitud.

## Ciclo de vida
Los huevos son cubiertos con tierra húmeda. Después de salir del huevo, las larvas se posan en la brizna de la hierba y esperan por un potencial huésped. Con su «quelícero en forma de pala», se sujetan al huésped y se alimentan de los tejidos. Después de succionar los jugos celulares, lo que puede durar varios días, caen y se desarrollan en tres etapas de ninfa para convertirse totalmente en ácaros adultos.

## Géneros
- Acomatacarus
- Anahuacia
- Ascoschoengastia
- Axiogastia
- Blankaartia
- Brunehaldia
- Chatia
- Cheladonta
- Doloisia
- Euschoengastia
- Eutrombicula
- Gahrliepia
- Guntherana
- Guntheria
- Hannemania
- Heaslipia
- Hirsutiella
- Kayella
- Leptotrombidium
- Microtrombicula
- Miyatrombicula
- Neoschoengastia
- Neotrombicula
- Novotrombicula
- Ornithogastia
- Parasecia
- Pseudoschoengastia
- Schoengastiella
- Schoutedenichia
- Speleocola
- Trombicula
- Whartonia